# Pepe Vázquez
José Eduardo «Pepe» Vázquez (Treinta y Tres, 1 de marzo de 1940) es un actor, comediante y director teatral uruguayo. 

## Biografía
Comenzó su carrera cuando se integró al Taller de Teatro teniendo como maestra a Nelly Goitiño 
Estuvo casado con la actriz Imilce Viñas hasta la fecha de su fallecimiento en 2009. Tuvieron una hija María Clara, que también es actriz.
Integró elencos de los programas humorísticos Telecataplum, en su segunda etapa, y Plop!, ambos en Canal 12.
Integró el elenco de la Comedia Nacional por varias temporadas.
Figura pionera del Café Concert en Uruguay a partir del año 1970, junto con su esposa Imilce Viñas realizaron shows en muchísimos lugares de Montevideo y todo el país.
En los últimos años presenta su show "Paciencia y Pan Criollo" en donde desarrolla un monólogo recorriendo su trayectoria en el mundo del espectáculo; dicha obra la ha presentado en diferentes salas teatrales de todo Uruguay, además de realizarlo en diferentes eventos como cumpleaños, aniversarios, entre otros. 
En 2021 presenta en el Auditorio Nacional del Sodre, Nelly Goitiño la obra teatral Papel del Viento. Dos artistas de la legua recorren los senderos de la memoria: la histórica, la de sus vidas y aquella que da sentido a su profesión. Este recorrido incluye la voz de grandes poetas y autores como César Vallejo, León Felipe, Shakespeare, Brecht y otros. La biografía profesional de Pepe Vázquez atraviesa la obra y algunos textos y anécdotas de su larga trayectoria se integran a un libreto que surge de su iniciativa y pretende ser un homenaje a su carrera y en ella, a la de tantos actores.

## Televisión
- El Flaco Cleanto Teledoce
- Gran Teatro Universal Saeta TV Canal_10
- Los tres
- Telecataplum, Teledoce
- Plop, Teledoce

## Teatro
- Los nunca vistos. Teatro leído de autores varios.
- La memoria en donde ardía de Mary Vázquez. Dirección: Carlos Aguilera.
- El lector por horas de José Sanchís Sinisterra. Dirección: Daniel Spinno Lara.
- El viento entre los álamos de Gérald Sibleyras. Dirección: Mario Ferreira.
- Sancho Panza Gobernador de Barataria de Milton Schinca. Dirección: Levón.
- El gran día de Jean Luc lagarce. Dirección: Héctor Manuel Vidal.
- Liber Falco. Guion y dirección: Julio Calcagno.
- El león ciego de Ernesto Herrera. Dirección: Rubén Yáñez.
- El descenso del Monte Morgan de Arthur Miller. Dirección: Alfredo Goldstein.
- Macbeth de William Shakespeare. Dirección: Mario Ferreira.
- El enfermo imaginario de Moliere. Dirección: Juan Antonio Saraví.
- Humor al Mango con elenco del programa Plop!
- Hello, Dolly!, el musical.
- Las Brujas de Salem.
- Muerte de un Viajante de Arthur Miller.
- Las Sirvientas.
- Tartufo de Moliere.
- Perdidos en Yonkers.
- Círculo de Tiza Caucasiano de Brecht.
- Esta noche Oscar Wilde.
- El Informante.
- Noche de Reyes de William Shakespeare.
- Reír en Uruguayo junto a Imilce Viñas
- Humor al Mango Teatro del Notariado
- Tío Vania de Anton Chéjov.
- Un marido Ideal de Oscar Wilde.
- Almacenados.
- El Suicidado.
- Se busca un tenor.
- La última fuga.
- Paciencia y pan criollo. Unipersonal de humor de su autoría.
- Papel del Viento.

## Premios obtenidos
En Uruguay
- Mejor actor por Tartufo (1987)
- Premio Florencio al mejor actor de reparto por Perdidos en Yonkers (1992)
- Premio Florencio al mejor actor por Cartas de amor en papel azul (1993)
- Mejor actor por La muerte de un viajante (2000)

En Costa Rica
- Mejor actor por Las brujas de Salem (1978)
- Mejor actor por El enemigo del pueblo (1979)